# Argentina nos Jogos Olímpicos de Verão de 1972
A Argentina competiu nos Jogos Olímpicos de Verão de 1972, realizados em Munique, Alemanha.